# Championnats du monde de cyclisme sur piste 1964
Navigation
Rocourt 1963 Saint-Sébastien 1965
Les championnats du monde de cyclisme sur piste 1964 se sont déroulés à Paris, en France. Au total, neuf épreuves ont été disputées : sept par les hommes (3 pour les professionnels et 4 pour les amateurs) et deux par les femmes.

## Résultats

### Hommes

#### Podiums professionnels
| Compétition            | Or                        | Argent                | Bronze                                  |
| ---------------------- | ------------------------- | --------------------- | --------------------------------------- |
| Vitesse individuelle   | Antonio Maspes Italie     | Ron Baensch Australie | Jos De Bakker Belgique                  |
| Poursuite individuelle | Ferdinand Bracke Belgique | Leandro Faggin Italie | Ercole Baldini Italie                   |
| Demi-fond              | Guillermo Timoner Espagne | Leo Proost Belgique   | Karl-Heinz Marsell Allemagne de l'Ouest |

#### Podiums amateurs
| Compétition            | Or                                                                              | Argent                                                                | Bronze                                                                                   |
| ---------------------- | ------------------------------------------------------------------------------- | --------------------------------------------------------------------- | ---------------------------------------------------------------------------------------- |
| Vitesse individuelle   | Pierre Trentin France                                                           | Daniel Morelon France                                                 | Sergio Bianchetto Italie                                                                 |
| Poursuite individuelle | Tiemen Groen Pays-Bas                                                           | Herman Van Loo Belgique                                               | Jiří Daler Tchécoslovaquie                                                               |
| Poursuite par équipes  | Allemagne de l'Ouest Lothar Claesges Karl Link Karl-Heinz Henrichs Ernst Streng | Italie Attilio Benfatto Vincenzo Mantovani Carlo Rancati Franco Testa | Union soviétique Arnold Belgardt Leonid Kolumbet Stanislav Moskvine Sergeï Teretschenkov |
| Demi-fond              | Jacob Oudkerk Pays-Bas                                                          | Jean Walschaerts Belgique                                             | Daniel Salmon France                                                                     |

### Femmes
| Compétition            | Or                                 | Argent                            | Bronze                         |
| ---------------------- | ---------------------------------- | --------------------------------- | ------------------------------ |
| Vitesse individuelle   | Irina Kiritchenko Union soviétique | Galina Ermolaeva Union soviétique | Gisèle Caille France           |
| Poursuite individuelle | Yvonne Reynders Belgique           | Beryl Burton Royaume-Uni          | Aino Pouronen Union soviétique |

## Tableau des médailles
| Rang | Nation               | Or | Argent | Bronze | Total |
| ---- | -------------------- | -- | ------ | ------ | ----- |
| 1    | Belgique             | 2  | 3      | 1      | 6     |
| 2    | Pays-Bas             | 2  | 0      | 0      | 2     |
| 3    | Italie               | 1  | 2      | 2      | 5     |
| 4    | Union soviétique     | 1  | 1      | 2      | 4     |
| 4    | France               | 1  | 1      | 2      | 4     |
| 6    | Allemagne de l'Ouest | 1  | 0      | 1      | 2     |
| 7    | Espagne              | 1  | 0      | 0      | 1     |
| 8    | Australie            | 0  | 1      | 0      | 1     |
| 8    | Royaume-Uni          | 0  | 1      | 0      | 1     |
| 10   | Tchécoslovaquie      | 0  | 0      | 1      | 1     |
|      | TOTAL                | 9  | 9      | 9      | 27    |